# 暴力帝国
暴力帝国（ぼうりょくていこく、Hoodlum Empire)は1952年に公開されたフィルム・ノワールクライム映画。監督ジョセフ・ケイン。出演ブライアン・ドンレヴィ、クレア・トレヴァー、フォレスト・タッカー、ヴェラ・ラルストン、ルーサー・アドラー、ジョン・ラッセル。

## あらすじ
ニューヨークを拠点とする犯罪集団・暴力帝国のボス、ニキ―・マンカニーの甥ジョー・グレーはおじから将来を期待されていた一方、悪行で得た金をコニーという女に貢いでいた。
だが、出征した彼はノルマンディ上陸を経験したことで価値観が一変し、フランス人女性マルトと結婚して帰国。暴力帝国の幹部の椅子を用意していたおじに対し、ジョーは犯罪から足を洗うと宣言し、井内を狙われる。
やがて、彼は査問委員会の証人として召喚される。どちらの側に立っても不利となる中、暴力帝国の副首領ピグナタリが、ジョーの恩人である牧師を殺害したことを知るや否や、暴力帝国と対決する決意を固めた。
コニーとニックが撃たれ、ピグナタリも逮捕されたことで、暴力帝国は解散。ジョーとマルテは幸せに結ばれた。

## キャスト
| 役名                   | 俳優                   | 日本語吹替        |
| 役名                   | 俳優                   | 日本テレビ版      |
| ---------------------- | ---------------------- | ----------------- |
| ビル・スティフンス議員 | ブライアン・ドンレヴィ | 小林恭治          |
| ジョー・グレー         | ジョン・ラッセル       | 高塔正康          |
| チャーリー             | フォレスト・タッカー   | 小林清志          |
| ニキ―・マンカニー      | ルーサー・アドラー     | 若山弦蔵          |
| コニー                 | クレア・トレヴァー     | 寺島信子          |
| マート                 | ヴェラ・ラルストン     | 瀬能礼子          |
| タワー議員             | ジーン・ロックハート   | 雨森雅司          |
| サイモン・アンドルース | グラント・ウィザース   | 依田英二          |
| ロートン               | テイラー・ホームズ     | 吉沢久嘉          |
| デイリー               | ウィリアム・マフィ―    | 広川太一郎        |
| ブレイク               | ドン・ベドー           | 島田彰            |
| ガリスン警視総監       |                        | 八奈見乗児        |
| ホスター議員           |                        | 北村弘一          |
| バレティ               |                        | 奥原晃            |
| シルキー               |                        | 水島晋            |
| ファーガス             |                        | 嶋俊介            |
| ブリンクレー           |                        | 水鳥鉄夫          |
| アナウンサー           |                        | 平井俊明          |
| 書記                   |                        | 広石幸            |
| ビリー                 |                        | 海老原響子        |
|                        |                        |                   |
| 演出                   | 演出                   | 佐藤敏夫          |
| 翻訳                   | 翻訳                   | 古賀牧彦          |
| 効果                   | 効果                   | TFC               |
| 調整                   |                        |                   |
| 制作                   | 制作                   | 東北新社          |
| 解説                   |                        |                   |
| 初回放送               | 初回放送               | 1964年1月25日制作 |